# Granlandet
Granlandet este o arie protejată (arie specială de conservare — SAC, sit de importanță comunitară — SCI) din Suedia întinsă pe o suprafață de 27.150,8 ha, integral pe uscat.

## Localizare
Centrul sitului Granlandet este situat la coordonatele 66°36′02″N 21°33′39″E / 66.6005°N 21.5609°E.

## Înființare
Situl Granlandet a fost declarat sit de importanță comunitară în iulie 2000 pentru a proteja 1 specie de plante și 2 specii de animale. Situl a fost protejat și ca arie specială de conservare în martie 2011.

## Biodiversitate
Situată în ecoregiunea boreală, aria protejată conține 10 habitate naturale: Grohotișuri silicioase de la nivelul montan până la nivelul zăpezii (Androsacetalia alpinae și Galeopsietalia ladani), Păduri de conifere pe eskere fluvioglaciare sau legate la acestea, Mlaștini împădurite, Păduri caducifoliate de mlaștină fino-scandinave, Turbării Aapa, Izvoare fino-scandinave și mlaștini produse de izvoare bogate în minerale, Mlaștini turboase de tranziție și turbării mișcătoare, Lacuri și iazuri distrofice naturale, Cursuri de apă de la nivel de câmpie la nivel montan, cu vegetație Ranunculion fluitantis și Callitricho-Batrachion, Taiga vestică.
La baza desemnării sitului se află mai multe specii protejate:
- plante (1): Meesia longiseta
- mamifere (2): vidră de râu (Lutra lutra), râs eurasiatic (Lynx lynx)